# Anish Giri
Anish Kumar Giri (nepali: अनीश कुमार गिरी; ryska: Аниш Кумар Гири), född 28 juni 1994 i Sankt Petersburg, är en ryskfödd nederländsk schackspelare. I januari 2021 blev han rankad 12:a i världen och 1:a i Nederländerna, med en rating på 2764. Giri fick titeln stormästare när han var 14 år, 7 månader och 2 dagar gammal; stormästartiteln fick han av FIDE 2009.